# Rey Vargas
Rey Geovani Vargas Roldán (* 25. November 1990 in Mexiko-Stadt, Mexiko) ist ein mexikanischer Profiboxer. Er ist WBC-Weltmeister im Superbantamgewicht und Federgewicht.

## Amateurkarriere
Rey Vargas wurde als Amateur von seinem Vater Carlos trainiert und gewann 128 von 134 Kämpfen. Er wurde siebenmal Mexikanischer Meister und gewann die Goldmedaille im Bantamgewicht bei den Panamerika-Meisterschaften 2009, wobei er unter anderem Juan Payano und Camilo Pérez besiegte. Bei den Weltmeisterschaften 2009 unterlag er in der Vorrunde gegen Luke Campbell.

## Profikarriere
Rey Vargas wird von Ignacio Beristain trainiert und gewann sein Profidebüt im April 2010. Bis 2017 gewann er 28 Kämpfe in Folge, davon 22 vorzeitig. Er besiegte dabei unter anderem den Weltmeister Alexander Muñoz, sowie die WM-Herausforderer Cecilio Santos, Juanito Rubillar, Silvester Lopez und Christian Esquivel.
Am 25. Februar 2017 boxte er um den vakanten WBC-Weltmeistertitel im Superbantamgewicht, der im Dezember 2016 von Hozumi Hasegawa niedergelegt worden war. Er besiegte dabei den ungeschlagenen britischen Europameister Gavin McDonnell in der englischen Hull Arena durch Mehrheitsentscheidung nach Punkten. Noch im selben Jahr gewann er zwei Titelverteidigungen gegen Ronny Rios und Oscar Negrete.
2018 verteidigte er den Titel gegen Azat Hovhannisyan sowie 2019 gegen Franklin Manzanilla und Tomoki Kameda. Am 9. Juli 2022 schlug er Mark Magsayo beim Kampf um den Weltmeistertitel der WBC im Federgewicht.
Am 11. Februar 2023 boxte er um den WBC-Weltmeistertitel im Superfedergewicht und verlor einstimmig gegen O’Shanique Foster.